# Владиславув-Белявський
Владиславув-Белявський (пол. Władysławów Bielawski) — село в Польщі, у гміні Ґловно Зґерського повіту Лодзинського воєводства.
Населення — 53 особи (2011).

## Демографія
Демографічна структура станом на 31 березня 2011 року:
|          | Загалом | Допрацездатний вік | Працездатний вік | Постпрацездатний вік |
| -------- | ------- | ------------------ | ---------------- | -------------------- |
| Чоловіки | 30      | 5                  | 19               | 6                    |
| Жінки    | 23      | 3                  | 11               | 9                    |
| Разом    | 53      | 8                  | 30               | 15                   |